# Paulina vom Herzen Jesu im Todeskampf

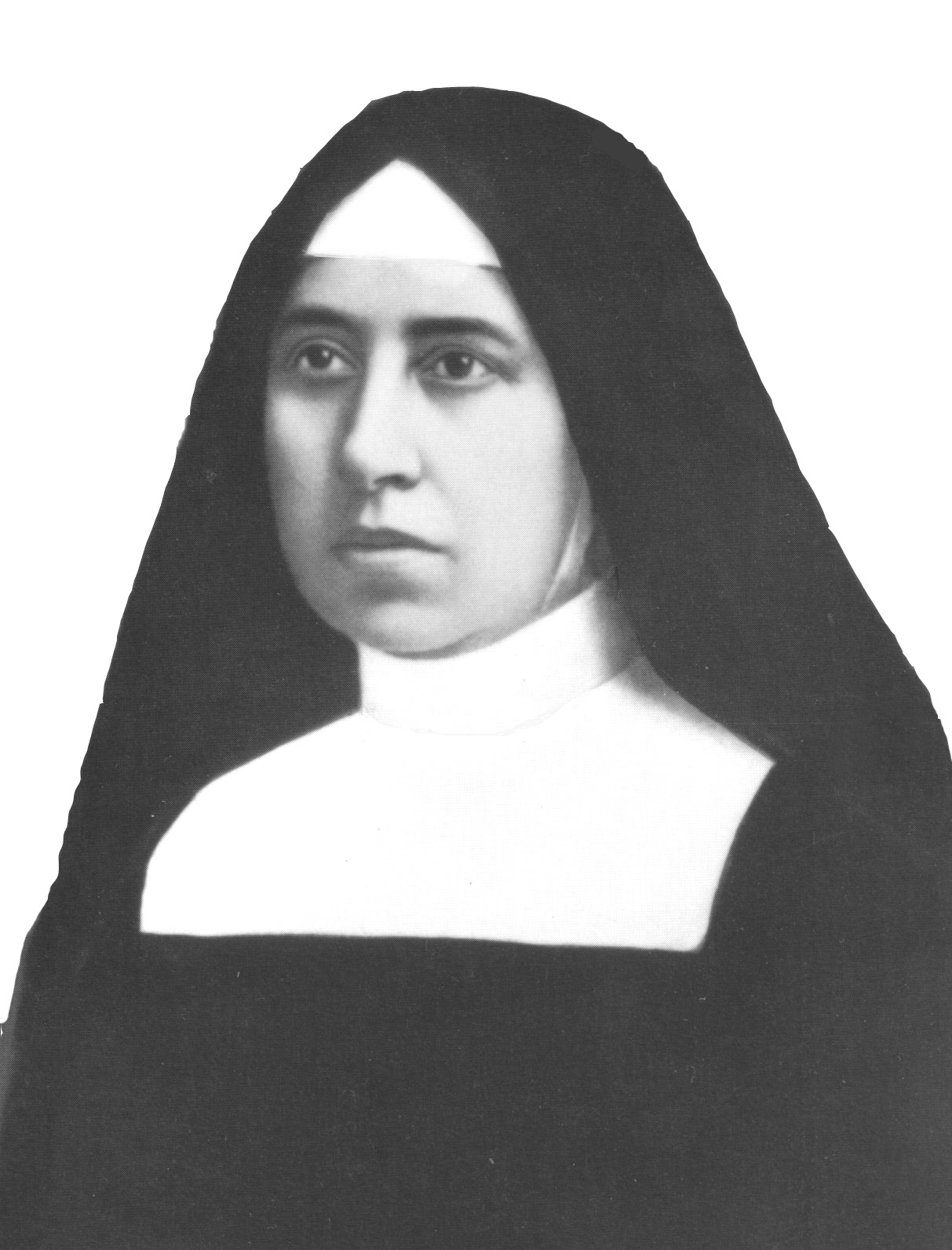
Paulina vom Herzen Jesu im Todeskampf

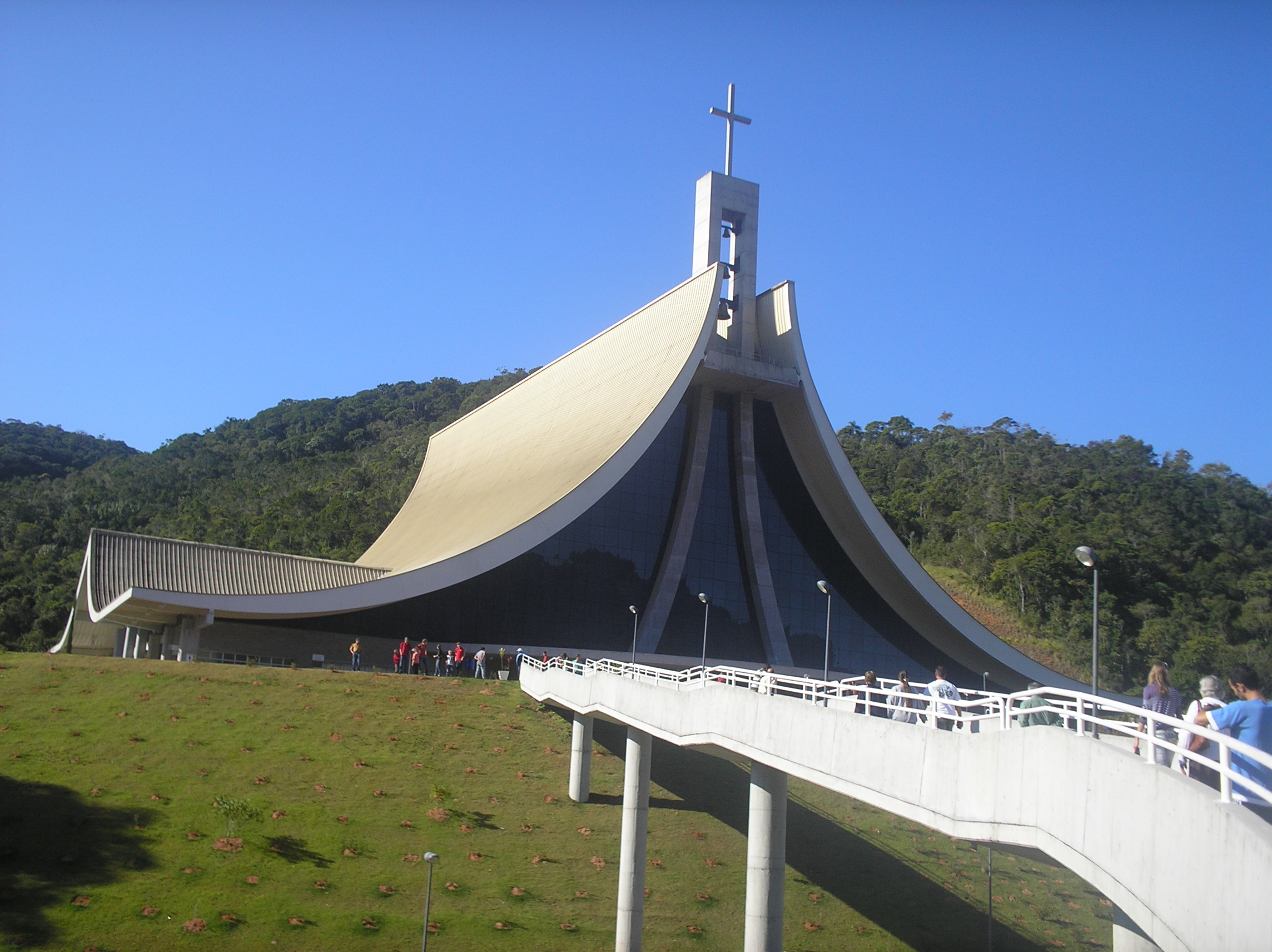
Heiligtum in Nova Trento, Santa Catarina

Paulina vom Herzen Jesu im Todeskampf (portugiesisch: Paulina do Coração Agonizante de Jesus, üblicherweise Amabile Lucia Visintainer oder Santa Paulina genannt) (* 16. Dezember 1865 in Vigolo Vattaro, Welschtirol, heute Italien; † 9. Juli 1942 in Ipiranga, São Paulo, Brasilien), bürgerlicher Name Amabile Lucia Wisenteiner (heute Visintainer geschrieben),  war eine österreichisch-brasilianische Ordensgründerin und Heilige.

## Leben
Amabile Wisenteiner, deren arme Familie 1875 aus Welschtirol nach Brasilien auswanderte, kümmerte sich schon früh um Kranke und lehrte Kinder den Katechismus. 1890 gründete sie die Kongregation der Kleinen Schwestern von der Unbefleckten Empfängnis (portugiesisch: Irmãzinhas da Imaculada Conceição) und nahm den Ordensnamen Paulina vom Herzen Jesu im Todeskampf an. Sie wurde 1903 zur ersten Generaloberin ernannt, verlor jedoch das Amt wegen internen Schwierigkeiten. In ihren letzten Lebensjahren zeigten sich ernste gesundheitliche Probleme wegen ihrer jahrelangen Diabetes, sodass ihr rechter Arm amputiert werden musste.

## Seligsprechung und Heiligsprechung
Paulina wurde von Papst Johannes Paul II. am 18. Oktober 1991 selig- und am 19. Mai 2002 heiliggesprochen. Sie gilt als erste Brasilianerin, die heiliggesprochen wurde. Ihr Gedenktag in der Liturgie ist der 9. Juli.
Im Jahre 2005 richtete die Kongregation im Stadtteil Ipiranga von São Paulo einen Erinnerungsort und ein Museum ein, das Memorial Santa Paulina.